# Jeff Stork
Pour les articles homonymes, voir Stork (homonymie).
Jeffrey Malcolm Stork dit Jeff Stork est un joueur américain de volley-ball né le 8 juillet 1960 à Longview. Il mesure 1,94 m et jouait passeur.

## Clubs
| Club                            | Pays       | De        | À         |
| ------------------------------- | ---------- | --------- | --------- |
| Waves de Pepperdine             | États-Unis | 1981-1982 | 1983-1984 |
| Équipe nationale des États-Unis | États-Unis | 1984-1985 | 1988-1989 |
| Parme                           | Italie     | 1989-1990 | 1990-1991 |
| Milan                           | Italie     | 1991-1992 | 1994-1995 |
| Olympiakos Le Pirée             | Grèce      | 1996-1997 | 1996-1997 |

## Palmarès
- En club
  - Coupe d'Italie : 1990
  - Coupe des Coupes : 1993
  - Supercoupe d'Europe : 1989, 1990

- En équipe nationale des États-Unis
  - Jeux olympiques : 1988
  - Championnats du monde : 1986
  - Championnat d'Amérique du Nord : 1985
  - Jeux Pan-Américains : 1987
  - Coupe du monde : 1985